# (99928) Brainard
99928 Brainnard (2000 EQ147) – planetoida z grupy pasa głównego asteroid okrążająca Słońce w ciągu 5 lat i 168 dni w średniej odległości 3,09 j.a. Została odkryta 4 marca 2000 roku w ramach programu Catalina Sky Survey. Nazwa planetoidy została nadana na cześć Bradleya J. Brainarda, amerykańskiego chirurga.